# Lycée français René-Cassin d'Oslo
Le lycée français René-Cassin d'Oslo (norvégien : Den Franske skolen i Oslo) est une école française située à Oslo en Norvège. L'établissement est homologué par le ministère français de l'Éducation nationale et conventionné avec l'Agence pour l'enseignement français à l'étranger.

## Présentation de l'école
L'école accueille des élèves de la maternelle à la Terminale avec un programme pour enseigner la langue norvégienne à tous. Elle est située 9 Skovveien dans le centre d'Oslo. Le lycée accueille des enfants originaires du monde entier et leur donne une éducation à la française. La majorité des élèves sont des enfants franco-norvégiens mais l'école accueille également d'autres nombreuses nationalités (35 en 2017). Cela donne à l'école une composition très diversifiée permettant que des amitiés se nouent entre des jeunes de cultures différentes.

### Les bâtiments
L'école a deux bâtiments principaux classés monuments historiques. Le premier est face à la route Skovveien et est principalement pour l'école primaire. Le deuxième bâtiment est confronté à Oscars gate et est pour les classes secondaires (collège et lycée). L'école maternelle est dans un troisième ensemble, en continuité de ce second bâtiment.

### Le sport
L’école offre des heures de sport plusieurs fois par semaine. Les élèves font du badminton, de la gymnastique et du ski en hiver, ils font également de la natation et d'autres sports.
L'école propose de nombreuses activités culturelles, linguistiques, sportives et artistiques.